# Atlantologie
Atlantologie je hypotetický vědní obor zabývající se možností historicity existence vyspělé civilizace ostrovního státu či říše Atlantis (Atlantida), popisované řeckým filozofem, pedagogem a matematikem Platónem (427 př. n. l. – 347 př. n. l.) v jeho dialozích Tímaios a Krítiás. Ostrov a kultura samotná měla existovat do doby svého zániku, Platónem určené do doby 9 000 let před životem řeckého státníka Solóna (který žil v letech nejspíš 638–555 př. n. l.), tedy do doby přibližně 9 600 př. n. l.. Platón tedy časově zařadil zánik Atlantidy do doby přibližně 11 600 let před současností. Měl se rozkládat na západ za Héraklovými (Herkulovými) sloupy, ztotožňovanými nejčastěji s dnešním Gibraltarským průlivem a jeho skálami, tedy nejspíše v Atlantském oceánu.
Atlantologie se tak zabývá možností historicity Platónova popisu Atlantidy a všemi z toho případně vyplývajícími souvislostmi. Popis samotný a informace o Atlantidě měl Platónovi zprostředkovat jeho předek Solón, který se o ní měl dozvědět od egyptských kněží v chrámu v egyptském městě Sais, kteří mu měli převyprávět část Řeky zapomenuté dávné historie středomoří včetně války s Atlantidou. Atlantologie tak pátrá po hypotetických hmotných památkách, ale i po hypotetickém kulturním a civilizačním vlivu Atlantidy na své bližší či vzdálenější okolí.
Přídavné jméno od slova atlantologie je: atlantologický (obdobně jako např. egyptologický).
Odvozeně, pojmenování národa Atlantidy je česky systémově správně Atlantiďané, nicméně užívá se převážně nesystémové Atlanťané. Ve starších knihách se lze raritně setkat také s tvarem Atlantovci (např. v českých překladech knih a Zápisků P. Bruntona).

## Předmět zkoumání atlantologie
Hledané hypotetické hmotné památky:

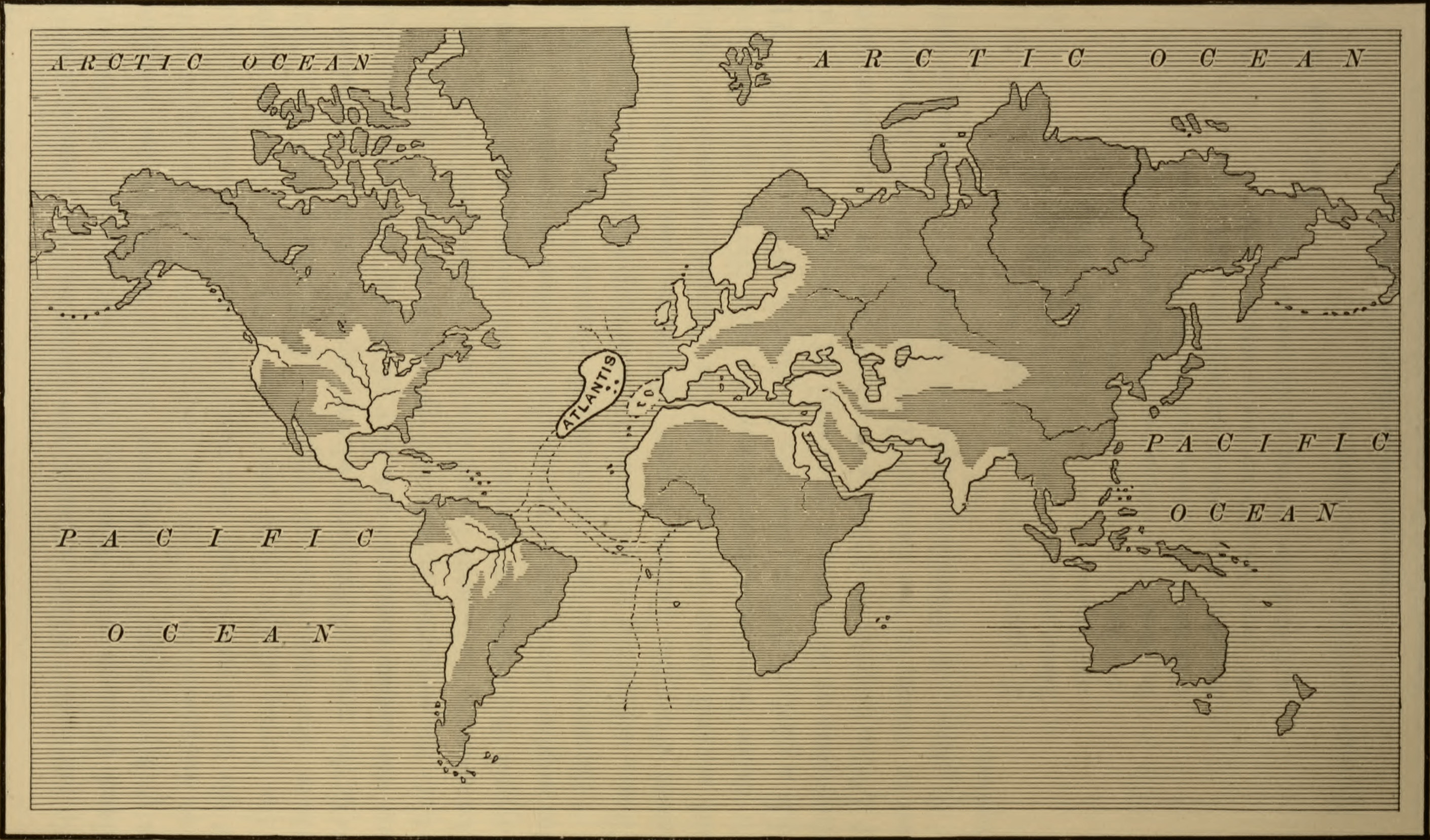
Mapa „Atlantská říše – sféra kulturního a hospodářského vlivu Atlantidy“, jak ji publikoval I. L. Donnelly ve své knize Atlantida: Předpotopní svět (1882)

- zcela či částečně potopený ostrov Atlantis jako takový či jeho zhroucené části (trosky) a artefakty, které by dokázaly přítomnost vyspělé civilizace na něm (urbanizace, přítomnost archeologických kulturních vrstev, úprava krajiny člověkem, hrobky, úlomky zhroucených budov, zbytky infrastruktury, či drobnější předměty, nástroje, vraky apod.) dle Platónova popisu
- atlantské písemné památky (vytesané do kamene, v opisech u jiných kultur apod.), v ideálním případě atlantština jako mrtvý jazyk (znaky, písmo, hyeroglify)
- důkazy o vulkanických a jiných geologických dějích (zemětřesení, tsunami, rozpad/zhroucení ostrova, stoupání hladiny světového oceánu vlivem tání kontinentálních ledovců na konci poslední doby ledové apod.) v Platónem vymezené době (cca 9 600 př. n. l.) a oblasti (za Héraklovými sloupy)
- hmotné důkazy o válečném tažení vyspělé neznámé námořní kultury ve vymezené době do oblasti Středomoří
- artefakty a památky v jiných zemích, které by mohly patřit neznámé vyspělé kultuře, která by odpovídala Platónově popisu

Zkoumané hypotetické vlivy na jiné oblasti:
- jazykový (mluvené slovo, písmo / znaky / hieroglyfy / číslice)
- kulturní (filozofický, náboženský)
- v oblasti vědeckých a technických znalostí (stavitelství, astronomie, medicína apod.)
- v oblasti státního zřízení (státní zřízení, státní správa)
- bezpečnostní (dle Platóna vedla Atlantida útočnou válku proti národům ve Středomoří)
- etnický a genetický (možnost následné hypotetické komparace s jazykovým vlivem)
- kolonizační
- ekonomický (mezinárodní obchod)
- mezinárodně-politický

## Zakladatelé atlantologie

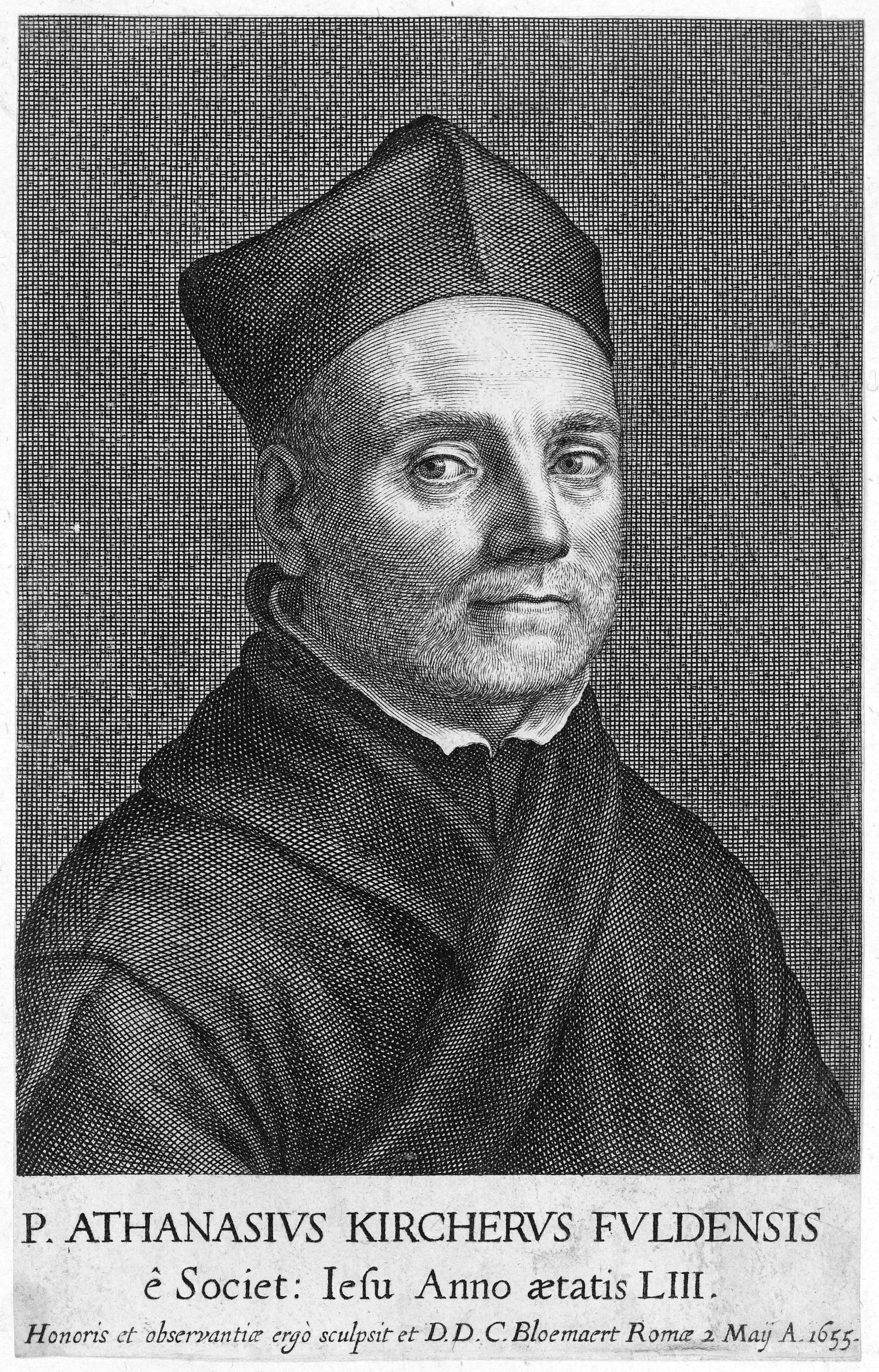
Athanasius Kircher (1602–1680)

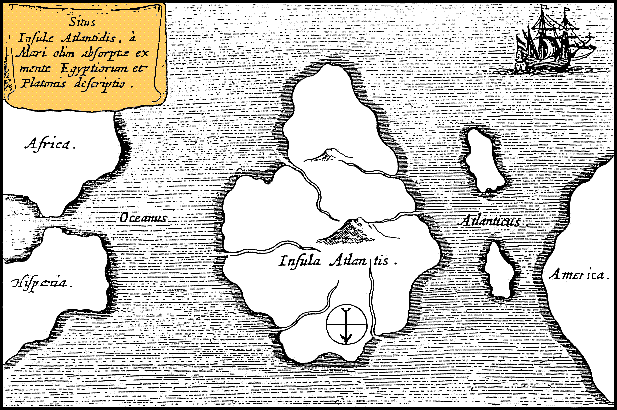
Fiktivní mapa Atlantidy uprostřed Atlantiku. Mundus Subterraneus 1669, Athanasius Kircher. Mapa má severo-jižní orientaci.

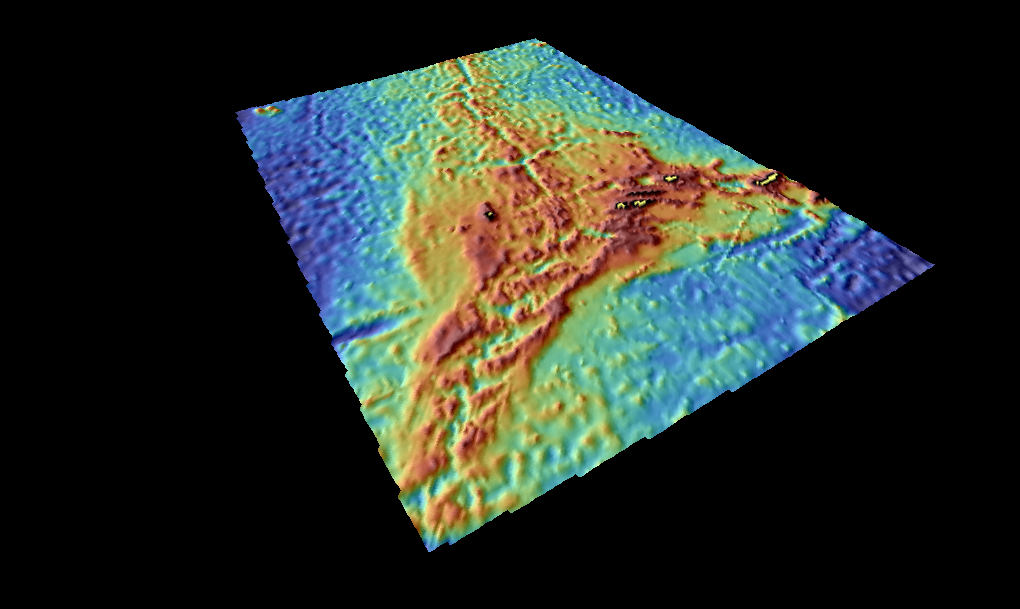
Batymetrické zobrazení magmaticky vzniklé Azorské oceánské plošiny; dnešní Azorské ostrovy na zobrazení vyznačeny žlutě. Pohled šikmo z jihozápadu. Vytvořeno pro SAGA GIS (System for Automated Geoscientific Analyses).

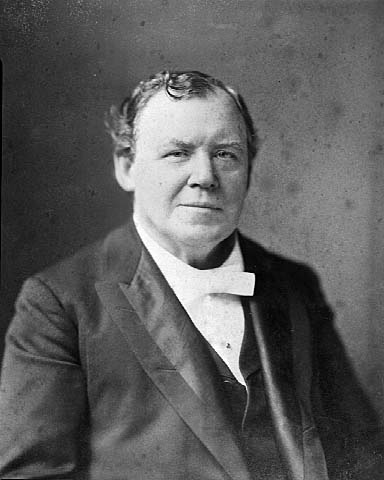
Ignatius L. Donnelly (1831–1901)

Za předmoderního zakladatele atlantologie je považován německý jezuitský učenec Athanasius Kircher  (1602–1680), který byl zároveň svým egyptologickým dílem Oedipus Aegyptiacus výraznou osobností pro položení základů jedné reálné vědní disciplíny, kterou nebyla žádná menší, než moderní egyptologie. Ve svém díle zanechal o Atlantidě svou představu formou uměleckého ztvárnění mapy Atlantidy, kterou umístil doprostřed Atlantského oceánu.
Za otce moderní atlantologie je považován americký senátor, právník, amatérský badatel a spisovatel Ignatius L. Donnelly (1831–1901), který napsal knihu s názvem Atlantis: Předpotopní svět  (1882). Tato kniha se stala bestsellerem, byla přeložena do mnoha jazyků včetně češtiny (poprvé r. 1913) a vyvolala velký mezinárodní zájem o téma Atlantidy jako zmizelé civilizace. Donellyho kniha je někdy nazývána dokonce „Biblí atlantologie“. Svou argumentaci opírá i o tehdejší vědecká měření hloubek na Středoatlanském hřbetu a za nejpravděpodobnější lokaci Atlantidy na základě toho považuje oblast Azorských ostrovů, respektive i jejich hypoteticky zhroucenou a potopenou část, která mohla tvořit v Platónem vymezené době souvislejší ostrov, vhodný pro srovnání s jeho komplexním popisem ostrova.
Donnelly také předpokládal vystěhovalecké vlny z Atlantidy před jejím zničením, a to konkrétně např. do Egypta, nebo do oblasti dnešního Mexika, jeho poloostrova Yucatánu a do Jižní Ameriky. Vyslovil hypotézu, že ztotožnění vládce se slunečním božstvem a stavba pyramid nejsou samostatnými výdobytky amerických kultur ani Egypta, ale že tyto znaky měly předpokládaný společný kulturní původ, či alespoň výrazný inspirační impuls, v atlantské civilizaci. 
Donnelly jako cíl své stěžejní knihy určuje doslova: 
| „                            | Tato kniha se pokouší dokázat několik zvláštních tvrzení: 1. Že se kdysi uprostřed Atlantského oceánu, proti vyústění Středozemního moře, prostíral rozlehlý ostrov, zbytek atlantské pevniny, známý starověkému světu pod pojmem „Atlantida“. 2. Že popis, který nám o tomto ostrově podal Platon, není – jak se dlouho soudilo – žádnou bájí, nýbrž že je pravdivou zprávou. 3. Že právě na Atlantidě se člověk nejdříve povznesl ze stavu barbarství a vyspěl k civilizaci. 4. Že tam v průběhu věků vznikl veliký a mocný národ, jehož populační přebytek zalidnil vzdělanými národy břehy Mexického zálivu, poříčí Mississippi a Amazonky, dále jihoamerického tichomořského pobřeží, oblast Středozemního moře, západní pobřeží Evropy i Afriky, Balt, Černomoří a okolí Kaspického moře. 5. Že Atlantida byla oním skutečným světem před potopou: že byla zahradou Eden, zahradami Hesperidek, že znamená totéž jako Elysejská pole, Alkonovy zahrady, Mesomfalos (čili Střed země), Olymp. Že je Asgardem severského bájesloví. Jinými slovy, že všechna tato mytická místa vyjadřují celému lidstvu známou vzpomínku na nějakou velkou zemi, v níž lidé kdysi před věky žili v míru a blaženosti, a že právě Atlantida touto zemí byla. 6. Že bohové a bohyně starých Řeků, Féničanů, Hindů i Skandinávců byli prostě králi, královnami a hrdiny Atlantidy, a že činy, které se jim v různých bájeslovích přisuzují, jsou pouze zmatenými a zkreslenými vzpomínkami na skutečné historické události z Atlantidy. 7. Že egyptská a peruánská mytologie představuje původní atlantské náboženství, totiž uctívání Slunce. 8. Že Egypt byl pravděpodobně nejstarší kolonií, kterou Atlantida vytvořila, a že jeho vzdělanost byla obrazem a napodobením atlantského ostrova. 9. Že nádoby a nástroje z „doby bronzové“ pocházejí z Atlantidy a že Atlanťané také první obráběli železo. 10. Že fénická hlásková abeceda – z níž byly odvozeny všechny evropské abecedy – pochází z atlantské abecedy, která se z Atlantidy dostala také až ke středoamerickému národu Mayů. 11. Že Atlantida byla pravlastí Árjů (Árijců) neboli Indoevropanů, ale také semitských národů. 12. Že Atlantida byla smetena a zahynula strašlivým přírodním otřesem, při němž se celý ostrov ponořil pod hladinu oceánu skoro se vším svým obyvatelstvem. 13. Že jenom nemnozí z nich vyvázli na lodích a prámech, aby přinesli východním i západním národům zprávu o děsné katastrofě, která se až do našich dob dochovala v legendě o potopě světa u nejrůznějších národů Starého i Nového světa. | “ |
| — (Donnelly, 2018, s. 13–15) | |   |

## Známé osobnosti přesvědčené o historicitě Atlantidy
Mezi osobnostmi, které braly existenci Atlantidy za bernou minci, lze jmenovat Rudolfa Steinera, zakladatele antroposofie, který se touto předpokládanou epochou zaobíral ve svých spisech; britského filozofa a cestovatele Paula Bruntona, který se o Atlantidě zmiňoval ve svých knihách i Zápiscích  opakovaně (především v knize Tajnosti egyptské ), Elisabeth Haichovou, autorku slavného mystického románu Zasvěcení , nebo českého právníka, jogína a mystika Eduarda Tomáše, v jehož pamětech lze také zmínku nalézt. Nelze pominout ani amerického lidového léčitele Edgara Cayceho.
| „              | Když Atlantida padla do svého hrobu pod nárazem prudkých erupcí, které otřásly světem, bylo za těmito erupcemi válečné použití atomové síly Atlanťany. | “ |
| — Paul Brunton | |   |